# Pamplona fra Holland
Pamplona fra Holland er en amerikansk stumfilm fra 1917 af Raymond B. West.

## Medvirkende
- Bessie Barriscale som Pampy
- Jack Livingston som Donald Luther
- Joseph J. Dowling som Hendrik von der Bloom
- Tom Guise som Rufus Smith
- Howard Hickman som Jack Smith